# Dänische Badmintonmeisterschaft 1967
Die Dänische Badmintonmeisterschaft 1967 fand in Kopenhagen statt. Es war die 37. Austragung der nationalen Titelkämpfe im Badminton in Dänemark.

## Titelträger
| Disziplin    | Sieger                                           |
| ------------ | ------------------------------------------------ |
| Herreneinzel | Erland Kops, Københavns BK                       |
| Dameneinzel  | Lonny Funch, Skovshoved IF                       |
| Herrendoppel | Henning Borch Jørgen Mortensen, Amager BC        |
| Damendoppel  | Marianne Svensson Ulla Strand, Københavns BK     |
| Mixed        | Per Walsøe Pernille Mølgaard Hansen, Gentofte BK |